# Mendolo Lor
Mendolo Lor is een bestuurslaag in het regentschap Pacitan van de provincie Oost-Java, Indonesië. Mendolo Lor telt 2806 inwoners (volkstelling 2010).